# ¡Adios Amigos!
| 전문가 평가          | 전문가 평가 |
| 평가 점수            | 평가 점수   |
| 출처                 | 점수        |
| -------------------- | ----------- |
| AllMusic             | [ 1 ]       |
| Entertainment Weekly | A−          |
| Punknews.org         | [ 3 ]       |
| Q                    | [ 4 ]       |
| Robert Christgau     | [ 5 ]       |
| Rolling Stone        | [ 4 ]       |
| Uncut                | [ 4 ]       |
| Rock Hard            | 7.0/10      |

《¡Adios Amigos!》(스페인어로 "Goodbye Friends")는 미국의 펑크 록 밴드 라몬즈의 열네 번째이자 마지막 스튜디오 음반이다. 1995년 7월 18일, 라디오액티브 레코드를 통해 발매되었다. 라몬즈는 발매 1년 후 해체되었고 이후 투어가 이어졌다.

## 배경
이 음반은 뉴욕의 베이비 몬스터 스튜디오에서 녹음되었으며, 상당한 판매량과 차트 성공 부족으로 인해 사이어를 떠난 후 이 밴드의 세 번째 라디오액티브 레코드 음반이었다. 조이 라몬이 비호지킨림프종 진단을 받은 후 건강이 악화되어 밴드 내 관계가 긴장되었다. 조이와 조니 라몬의 10년 동안의 불화와 마키와 C.J.의 오랜 친구 대니얼 레이 사이의 불화가 다시 한번 프로듀서로 영입되었다.

## 커버 아트
솜브레로를 입은 두 마리의 알로사우루스가 등장하는 《¡Adios Amigos!》의 음반 커버는 《Enasaurs》라는 이름의 예술가 마크 코스타비가 그린 그림을 디지털로 변형한 것으로 노란 마녀 모자를 쓴 공룡이 등장한다. 조니 라몬은 공룡이 "우리가 느낀 것"이라고 덧붙였다."
뒷면 커버는 총살형에 처하기 전에 묶이고 묶인 밴드를 보여준다. 조니는 "나는 우리가 그 시점에서 어떻게 보는지 매우 보호적이었고, 우리 중 일부는 다른 사람들보다 더 나빠 보였다"고 추론하면서, 밴드가 정면에서 사진 찍히지 않도록 규정했다고 말했다. 그는 이어 "우리가 처형되는 총살대 뒤에 음반 회사 이름을 써달라고 했는데, 그렇게는 안 된다고 했다"고 덧붙였다.
밴드 옆에 앉아 자고 있는 멕시코 남자는 그들의 오랜 로드 매니저인 몬테 멜닉이다. 멜닉은 "그들은 옛날 카우보이 영화에서 멕시코인이 바닥에서 자는 것을 항상 보았고, 그래서 그들은 그것이 좋은 터치라고 생각했다"고 설명했다. 뒷면 커버를 쏜 건 가스였어 하지만 많은 사람들이 전선을 싫어합니다." 멜닉에 따르면, 마키 라몬은 대니얼 레이의 프로듀싱 때문에 이 음반을 좋아했지만, 커버가 "끔찍하다"고 생각했다고 한다. 조니는 "공룡처럼 느껴졌기 때문"이라며 "그러나 멕시코 모자 등 어디에 어울리는지는 모르겠다"고 말했다.
멜닉은 라몬즈의 후기 음반 커버 중 몇 개는 판매 로열티 분쟁으로 인해 밴드의 의견 없이 매니저 게리 커퍼스트가 디자인했다고 설명했다. 커퍼스트는 미술품 수집가였고 "그 미술품을 사서 커버에 붙이고 그것이 그의 그림의 가치를 높일 것이라고 생각했다."

## 곡 목록
| #  | 제목                                         | 작사·작곡                | 재생 시간 |
| -- | -------------------------------------------- | ------------------------ | --------- |
| 1. | 〈I Don't Want to Grow Up〉 (톰 웨이츠 커버) | 톰 웨이츠, 캐슬린 브레넌 | 2:46      |
| 2. | 〈Makin Monsters for My Friends〉            | 디 디 라몬, 대니얼 레이  | 2:35      |
| 3. | 〈It's Not for Me to Know〉                  | D. 라몬, 레이            | 2:51      |
| 4. | 〈The Crusher〉                              | D. 라몬, 레이            | 2:27      |
| 5. | 〈Life's a Gas〉                             | 조이 라몬                | 3:34      |
| 6. | 〈Take the Pain Away〉                       | D. 라몬, 레이            | 2:42      |
| 7. | 〈I Love You〉 (조니 선더스 커버)            | 조니 선더스              | 2:21      |

| #   | 제목                      | 작사·작곡                | 재생 시간 |
| --- | ------------------------- | ------------------------ | --------- |
| 8.  | 〈Cretin Family〉         | D. 라몬, 레이            | 2:09      |
| 9.  | 〈Have a Nice Day〉       | 마키 라몬, 개럿 울렌브록 | 1:39      |
| 10. | 〈Scattergun〉            | C.J. 라몬                | 2:30      |
| 11. | 〈Got a Lot to Say〉      | C.J. 라몬                | 1:41      |
| 12. | 〈She Talks to Rainbows〉 | J. 라몬                  | 3:14      |
| 13. | 〈Born to Die in Berlin〉 | D. 라몬, 존 카코         | 3:32      |